# WWF Fully Loaded
WWF Fully Loaded foi um evento anual pay-per-view (PPV) de julho produzido pela World Wrestling Federation (WWF, agora WWE), uma promoção de luta livre profissional baseada em Connecticut. Realizado pela primeira vez em 1998, a primeira edição do Fully Loaded foi um pay-per-view In Your House. A edição de 1999 foi simplesmente chamada de Fully Loaded quando a WWF abandonou a marca In Your House depois de fevereiro de 1999. Fully Loaded foi realizada por mais um ano em 2000. Em 2001, o slot pay-per-view do evento foi substituído pelo único Invasion, que foi substituído por Vengeance em 2002.

## História
O Fully Loaded foi realizado pela primeira vez como um evento pay-per-view (PPV) In Your House. In Your House foi uma série de PPVs mensais produzidos pela World Wrestling Federation (WWF, agora WWE) em maio de 1995. Eles foram ao ar quando a promoção não estava segurando um de seus principais PPVs e foram vendidos a um custo menor. Fully Loaded: In Your House foi o 23º evento In Your House e aconteceu em 26 de julho de 1998, na Selland Arena em Fresno, Califórnia.
Depois que a marca In Your House foi aposentada após o St. Valentine's Day Massacre: In Your House de 1999, Fully Loaded se ramificou como seu próprio PPV em julho. Um evento final foi realizado em julho de 2000. Em 2001, foi substituído por InVasion, que foi realizado como parte do enredo The Invasion entre a WWF e a Alliance (composta por ex-talentos da World Championship Wrestling e Extreme Championship Wrestling). No entanto, Invasion foi usado apenas uma vez e o slot de julho foi dado ao Vengeance em 2002, portanto, o Fully Loaded foi definitivamente descontinuado.

## Eventos
| 1                                                 | Fully Loaded: In Your House | 26 de julho de 1998 | Fresno, California | Selland Arena        | Kane e Mankind (c) vs. Stone Cold Steve Austin e The Undertaker pelo Campeonato de Duplas da WWF |  |
| 2                                                 | Fully Loaded (1999)         | 25 de julho de 1999 | Búfalo, Nova York  | Marine Midland Arena | Stone Cold Steve Austin (c) vs. The Undertaker em uma luta First Blood pelo Campeonato da WWF    |  |
| 3                                                 | Fully Loaded (2000)         | 23 de julho de 2000 | Dallas, Texas      | Reunion Arena        | The Rock (c) vs. Chris Benoit pelo Campeonato da WWF                                             |  |
| (c) – refere-se ao(s) campeão(s) indo para a luta |                             |                     |                    |                      |                                                                                                  |  |